# Francesc Xarrié i Pruna
Francesc Xarrié i Pruna   (Barcelona, 1792 - Barcelona, 12 de setembre de 1866) fou un escriptor i religiós català.

## Biografia
Era fill d'Antoni Xarrié, paleta de Barcelona, i de Margarida Pruna, nascuda a Montgat. Ingressà en l'Orde dels Predicadors i s'ordenà de prevere el 1817. Estudià humanitats, filosofia i teologia i rebé el títol de doctor. Desenvolupà una càtedra a la Universitat de Cervera i fou examinador sinodal del Bisbat de Barcelona. El 1835 passà a Itàlia, on aconseguí els títols de mestre en sagrada teologia i de regent d'estudis del convent de Santa Maria de Roma. Algun temps després retornà a Barcelona i funda el Col·legi de Sant Tomàs d'Aquino.

## Obres
- Teologia tomistica
- Refutación de los errores modernos
- Socialismo religioso
- Instituciones Theologiae justa mentem Divi Thomae, en col·laboració amb Narcís Puig